# 34857 Sutaria
34857 Sutaria este o planetă minoră (asteroid), cu un diametru de 5,097 km, din centura de asteroizi. A fost descoperită pe 14 octombrie 2001 la Experimental Test Site⁠(d) de Lincoln Near-Earth Asteroid Research. 
Obiectul prezintă o orbită caracterizată de o semiaxă mare de 2,4370044 UAi, o excentricitate de 0,14, o înclinație de 9,2447 ° în raport cu ecliptica.